# Kloster Altendorf (Nordhausen)
Das Kloster Altendorf, auch: St. Maria im Tal, war von 1238 bis 1526 ein Kloster der Zisterzienserinnen, zuerst in Woffleben, ab 1294 in Nordhausen in Thüringen.

## Geschichte
1238 wurde auf halbem Wege zwischen Woffleben, Cleysingen und Appenrode im inzwischen verschwundenen Dorf Bischoferode (auch: Bischofferode, vgl. den heutigen Straßennamen Bischofferöder Straße) durch Dietrich I. von Hohnstein eine Schwesterngemeinschaft gestiftet, die seit 1276 durch päpstliche Urkunden als Monasterium de Monte sancti Nicolai Cisterciensis ordinis maguntine diocesis (Zisterzienserinnenkloster Nikolausberg im Bistum Mainz) nachgewiesen ist. 
1294 kam es zur Verlegung in das Dorf Altendorf, damals vor den Toren von Nordhausen, heute Stadtteil. Das neue Kloster lag in nur 800 m Entfernung zur Kirche St. Maria auf dem Berg und zum dazugehörigen Zisterzienserinnenkloster Frauenberg oder Neuwerk St. Maria. Der Konvent nutzte die Kirche St. Maria im Tale als Klosterkirche. 
Das Kloster wurde im Zusammenhang mit der Einführung der Reformation 1526 aufgelöst. In Woffleben sind nur geringfügige Mauerreste vorhanden. In Nordhausen zeugt die Kirche St. Maria im Tale noch vom einstigen Kloster.